# Rutherfordine
La rutherfordine (simbolo IMA: Rfd) è un minerale raro della classe dei "carbonati e nitrati" (precedentemente carbonati, nitrati e borati). La sua composizione chimica è UO2(CO3), quindi chimicamente è un carbonato di uranile.

## Etimologia e storia
La rutherfordine è stato scoperto sul versante occidentale del Lukwengule nei Monti Uluguru in Tanzania ed è stato descritto per la prima volta nel 1906 dal chimico tedesco Willy Marckwald (1864-1942), che ha chiamato il minerale dopo il noto fisico nucleare Ernest Rutherford per onorare i suoi servizi allo studio della radioattività. Esistono due tipi di minerali, uno dei quali si trova nel Museo nazionale di storia naturale di Francia a Parigi (catalogo nº 109.1083) e un altro nel National Museum of Natural History (catalogo nº 93291) a Washington.

## Classificazione
Nell'obsoleta ottava edizione della sistematica minerale di Strunz, la rutherfordine apparteneva alla classe comune dei carbonati, dei nitrati e dei borati e lì alla sottoclasse dei "carbonati acquosi con anioni estranei", dove veniva elencata insieme ad andersonite, bayleyite, liebigite, metazellerite, rabbittite, schröckingerite, sharpite, studtite, swartzite, voglite, wyartite e zellerite con le quali formava il "gruppo dei carbonati di uranile" con il numero di sistema V/F.01.
La 9ª edizione della sistematica minerale di Strunz, che è stata aggiornata l'ultima volta dall'Associazione Mineralogica Internazionale (IMA) nel 2024, classifica la rutherfordine nella classe "5.E Carbonati di uranile". Tuttavia, questa è ulteriormente suddivisa in base al rapporto di quantità di sostanza del complesso uranilico e carbonato, in modo che il minerale possa essere trovato nella suddivisione "5.EB UO2:CO3 = 1:1" in base alla sua composizione, dove forma il gruppo senza nome 5.EB.05 come unico membro.
Anche la sistematica dei minerali Dana, utilizzata principalmente nel mondo anglosassone, classifica la rutherfordine, come l'obsoleto sistema di Strunz, nella classe comune dei "carbonati, nitrati e borati" e lì nella sottoclasse dei "carbonati anidri". Qui è l'unico membro del gruppo senza nome 14.01.04 all'interno della suddivisione "Carbonati anidri con formula semplice A+CO3".

## Abito cristallino
La rutherfordine cristallizza nel sistema ortorombico nel gruppo spaziale Imm2 (gruppo nº 44) con i parametri reticolari a = 4,84 Å, b = 9,27 Å, c = 4,30 oltre a due unità di formula per cella unitaria. Lo ione uranile ha una struttura esagonale-bipiramidale distorta; gli atomi di ossigeno uranilico sporgono verso l'alto e verso il basso dal piano. Nel piano equatoriale, un anione carbonato coordina quattro ioni uranile in modo che siano legati per formare strati lineari. Questi strati giacciono paralleli l'uno all'altro nel reticolo cristallino, in modo tale che gli atomi di ossigeno uranilico coordinino il sito di coordinazione libera dell'anione carbonato, risultando in una struttura trigonale-bipiramidale leggermente distorta.

## Proprietà
Il minerale è radioattivo a causa del suo contenuto di uranio fino al 72,12% in peso. Tenendo conto delle proporzioni degli elementi radioattivi nella formula molecolare idealizzata e dei successivi decadimenti della serie di decadimento naturale, viene data un'attività specifica di circa 129,1 kBq/g (per confronto, il potassio naturale ha attività specifica pari a 0,0312 kBq/g). Il valore citato può variare in modo significativo a seconda del contenuto minerale e della composizione degli stadi, ed è anche possibile l'arricchimento selettivo o l'arricchimento dei prodotti di decadimento radioattivo che modificano l'attività.
Nel 1954, Hans W. Bültemann condusse studi di analisi della fluorescenza su minerali secondari di uranio, che si dice includessero una rutherfordine fortemente fluorescente giallo-verde proveniente dalla regione di Morogoro (in Tanzania). Tuttavia, l'osservazione di Bültemann non poté essere confermata dalla rutherfordine prodotta sinteticamente e quindi pura. La fluorescenza, che è piuttosto improbabile a causa della composizione, sarebbe quindi solo il risultato di mescolanze estranee e formazioni minerali secondarie in campioni di rutherfordine formati naturalmente.

## Origine e giacitura
La rutherfordine è un tipico minerale secondario formato dagli agenti atmosferici dall'uraninite. Oltre a questo, altre paragenesi possono includere becquerelite, billietite, boltwoodite, curite, fourmarierite, kasolite, masuyite, metatorbernite, schoepite, sklodowskite, studtite e vandendriesscheite.
Essendo una formazione minerale rara, la rutherfordine è stata rilevata solo in pochi luoghi, con circa 60 depositi documentati finora in tutto il mondo a partire dal 2024. La sua località tipo Lukwengule nei Monti Uluguru è l'unica località conosciuta in Tanzania fino ad oggi.
La rutherfordine è stata trovata nel distretto di Morogoro (Monti Uluguru, Tanzania) si rinviene in pseudomorfosi di cristalli di uraninite, associata a kasolite e uranofane.

A Shinkolobwe (Katanga) è associata a masuyite e becquerelite; a Beryl Mountains (New Hampshire), in pseudomorfosi di uraninite, con schoepite e uranotile; a Newry (Maine) si rinviene come prodotto di alterazione dell'uraninite.
In Germania, il minerale si trova nelle miniere "Sophia" vicino a Wittichen, "Segen Gottes" vicino a Schnellingen/Haslach nella valle del Kinzig o Alpirsbach e "Krunkelbach" nel Baden-Württemberg, tra le altre; nella miniera "Johannesschacht" vicino a Wölsendorf in Baviera; nel giacimento di uranio di Ellweiler in Renania-Palatinato e vicino a Schneeberg nei Monti Metalliferi della Sassonia.
L'unico sito noto in Austria fino a oggi è l'Übelskogel vicino a Waldenstein (comune di Wolfsberg) in Carinzia, dove il minerale è stato scoperto in campioni di roccia durante la costruzione del tunnel per l'autostrada A2 Süd Autobahn.
Altre località includono Australia, Brasile, Cina, Repubblica Democratica del Congo (Zaire), Francia, Canada, Norvegia, Repubblica Ceca, Regno Unito e Stati Uniti d'America (USA).

## Forma in cui si presenta in natura
La rutherfordine si trova solitamente sotto forma di masse da dense a polverose sull'uraninite (UO2), ma forma anche aggregati radiali, fibrosi e feltrosi e raramente anche cristalli a forma di cresta fino a circa tre millimetri di dimensione. Il suo colore varia dal giallo chiaro al quasi bianco, dal giallo paglierino al giallo verdastro o dall'arancio al marrone ambrato.